# Freycinetia elegantula
Freycinetia elegantula är en enhjärtbladig växtart som beskrevs av Benjamin Clemens Masterman Stone. Freycinetia elegantula ingår i släktet Freycinetia och familjen Pandanaceae. Inga underarter finns listade.